# Società Sportiva Felice Scandone 2014-2015
Questa voce raccoglie le informazioni riguardanti la Società Sportiva Felice Scandone nelle competizioni ufficiali della stagione 2014-2015.

## Verdetti stagionali
Competizioni nazionali
- Serie A:

Stagione regolare: 12º posto su 16 squadre (12-18);
- Coppa Italia:

Eliminato ai quarti di finale da Milano.

## Stagione
La stagione 2014-2015 della Società Sportiva Felice Scandone sponsorizzata Sidigas, è la 15ª nel massimo campionato italiano di pallacanestro, la Serie A. La nuova stagione inizia con un rinnovamento del roster, con la sola riconferma di Daniele Cavaliero. Il 15 giugno viene esercitata l'opzione di uscita dal contratto con Kalojan Ivanov. Jaka Lakovič e Taquan Dean, legati al club da un contratto valido per il campionato in corso, lasciano la squadra (Dean il 18 agosto si trasferisce al San Sebastián Gipuzkoa Basket Club e Lakovič nel mese di dicembre passa al Gaziantep). Nel mese di luglio vengono ufficializzati gli acquisti di Adrian Banks e O.D. Anosike e, ad agosto, gli accordi con Marc Trasolini, Sundiata Gaines, Luca Lechthaler, Junior Cadougan, Ádám Hanga (in prestito dal Saski Baskonia) e Riccardo Cortese, che torna ad Avellino dopo l'esperienza del 2009-2011. Il 2 settembre Stefano Bizzozi viene nominato vice-allenatore, il 10 settembre viene ufficializzato l'acquisto di Justin Harper e l'8 ottobre quello di Giovanni Severini.

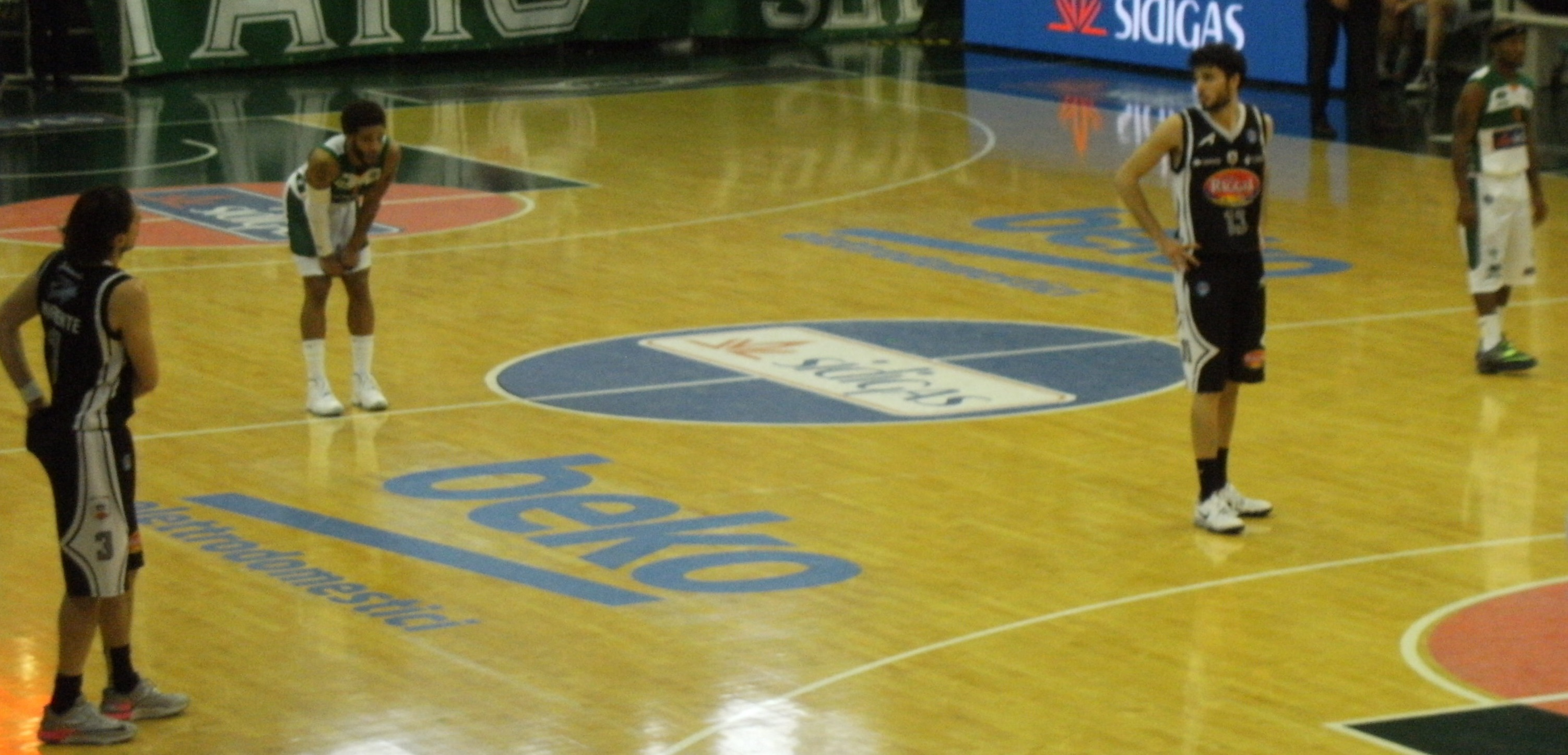
Fase di gioco dell'incontro Avellino-Caserta

Nel precampionato la squadra disputa 9 incontri ottenendo le vittorie contro Trento (77-76), Capo D’Orlando (83-69, valido per il trofeo Vito Lepore) e nel torneo di Fabriano (contro Cremona e Varese) e le sconfitte contro il Lokomotiv Kuban (76-85) in finale del torneo di Caorle (vittoria contro Treviso per 81-71), Reggio Emilia (93-84) nel torneo di Caserta (vittoria contro Cremona per 79-76) e Caserta (77-69).
La squadra conclude il girone di andata all'8ª posizione in classifica a 14 punti (7 vittorie e 8 sconfitte, 5 delle quali maturate nell'ultimo quarto di gioco), ottenendo la qualificazione alla Coppa Italia dopo due stagioni di assenza in cui la squadra affronta Milano. L'incontro, disputato il 20 febbraio a Desio, si conclude con la vittoria della formazione lombarda con il punteggio di 60-58.
Il 13 marzo viene ufficializzato l'acquisto di Marques Green, che torna ad Avellino dopo le esperienze del 2007 e del 2010. Il 25 marzo Francesco Vitucci rescinde il contratto con la società, venendo sostituito da Fabrizio Frates. Viene, contestualmente, interrotto il rapporto con Stefano Bizzozi.
Il girone di ritorno si conclude con la squadra in 12ª posizione in classifica a 24 punti, non ottenendo la qualificazione ai play-off.

## Roster
| Sidigas Avellino 2014-15 | Sidigas Avellino 2014-15 |
| Giocatori                | Staff tecnico            |
| ------------------------ | ------------------------ |

| N. | Naz.                                                   | Ruolo | Nome                  | Anno | Alt.   | Peso   |  |
| -- | ------------------------------------------------------ | ----- | --------------------- | ---- | ------ | ------ |  |
| 1  | Stati Uniti (bandiera) · Nigeria (bandiera)            | C     | O.D. Anosike          | 1991 | 203 cm | 109 kg |  |
| 2  | Stati Uniti (bandiera)                                 | P     | Sundiata Gaines       | 1986 | 185 cm | 95 kg  |  |
| 4  | Stati Uniti (bandiera) · Macedonia del Nord (bandiera) | P     | Marques Green         | 1982 | 165 cm | 80 kg  |  |
| 5  | Canada (bandiera) · Trinidad e Tobago (bandiera)       | P     | Junior Cadougan       | 1990 | 187 cm | 87 kg  |  |
| 8  | Ungheria (bandiera)                                    | AP    | Ádám Hanga            | 1989 | 200 cm | 94 kg  |  |
| 9  | Stati Uniti (bandiera)                                 | G     | Adrian Banks          | 1986 | 191 cm | 88 kg  |  |
| 10 | Italia (bandiera)                                      | PG    | Daniele Cavaliero (C) | 1984 | 188 cm | 83 kg  |  |
| 13 | Italia (bandiera)                                      | AP    | Riccardo Cortese      | 1986 | 196 cm | 92 kg  |  |
| 14 | Italia (bandiera)                                      | AG    | Ivan Morgillo         | 1992 | 206 cm | 100 kg |  |
| 15 | Canada (bandiera) · Italia (bandiera)                  | C     | Marc Trasolini        | 1990 | 206 cm | 109 kg |  |
| 19 | Italia (bandiera)                                      | AP    | Giovanni Severini     | 1993 | 197 cm | 85 kg  |  |
| 25 | Italia (bandiera)                                      | C     | Luca Lechthaler       | 1986 | 206 cm | 102 kg |  |
| 32 | Stati Uniti (bandiera)                                 | AG    | Justin Harper         | 1989 | 208 cm | 102 kg |  |
| -  | Italia (bandiera)                                      | G     | Lorenzo Gioia         | 1998 | 190 cm |        |  |
| -  | Italia (bandiera)                                      | PG    | Fabio Guglielmo       | 1997 | 185 cm |        |  |
| -  | Italia (bandiera)                                      | AC    | Mattia Picariello     | 1996 | 192 cm |        |  |

| Allenatore                                                                               |
| - Francesco Vitucci (fino al 25 marzo) - Fabrizio Frates (dal 25 marzo)                  |
| Assistente/i                                                                             |
| - Stefano Bizzozi (fino al 25 marzo) - Gianluca De Gennaro Legenda - (C) Capitano Roster |

### Staff tecnico e dirigenziale
- Allenatore: Fabrizio Frates (dal 25 marzo)
- Allenatore: Francesco Vitucci (fino al 25 marzo)
- Vice-allenatore: Stefano Bizzozi (fino al 25 marzo)[1]
- Vice-allenatore: Gianluca De Gennaro
- Preparatore Atletico: Silvio Barnabà
- Medico: Franco Cerullo

- Presidente: Giuseppe Sampietro
- Vicepresidente: Annamaria Malzoni
- Amministratore Delegato: Gianandrea De Cesare
- Direttore Generale: Antonello Nevola
- Direttore Sportivo: Gaetano De Paola
- Rel. esterne e Addetto Stampa: Maria Picariello
- Segreteria Sportiva: Gianluca Di Domenico
- Resp. biglietteria: Ilaria Tomaselli

## Mercato

### Sessione estiva
| Arrivi | Arrivi            | Arrivi          | Arrivi     |
| R      | Nome              | da              | Modalità   |
| ------ | ----------------- | --------------- | ---------- |
| C      | O.D. Anosike      | Strasburgo      | definitivo |
| G      | Adrian Banks      | Pall. Varese    | definitivo |
| AP     | Riccardo Cortese  | Pistoia Basket  | definitivo |
| P      | Sundiata Gaines   | Guaiqueríes     | definitivo |
| C      | Luca Lechthaler   | Aquila Trento   | definitivo |
| C      | Marc Trasolini    | V.L. Pesaro     | definitivo |
| P      | Junior Cadougan   | Basco Batumi    | definitivo |
| AP     | Ádám Hanga        | Saski Baskonia  | prestito   |
| AG     | Justin Harper     | Hapoel Tel Aviv | definitivo |
| AP     | Giovanni Severini | Mens Sana Siena | definitivo |
| ALL    | Stefano Bizzozi   | Pall. Varese    | definitivo |

| Partenze | Partenze         | Partenze               | Partenze       |
| R        | Nome             | a                      | Modalità       |
| -------- | ---------------- | ---------------------- | -------------- |
| C        | Will Thomas      | Málaga                 | fine contratto |
| AC       | Paul Biligha     | Basket Ferentino       | fine contratto |
| P        | Valerio Spinelli | Azzurro Napoli         | fine contratto |
| AC       | Kalojan Ivanov   | Andorra                | fine contratto |
| P        | Leemire Goldwire | Melikşah Üniv. Kayseri | fine contratto |
| AC       | Nikola Dragović  | Igokea                 | fine contratto |
| AG       | Kieron Achara    | Glasgow Rocks          | fine contratto |
| G        | Je'Kel Foster    | Free agent             | fine contratto |
| AP       | Jarvis Hayes     | Georgia Prime          | fine contratto |
| P        | Jaka Lakovič     | Gaziantep BŞB          | fine contratto |
| ALL      | Gianluca Tucci   | Nuova Aquila Palermo   | fine contratto |

### Dopo l'inizio della stagione
| Acquisti | Acquisti        | Acquisti   | Acquisti      | Acquisti   |
| R.       | Nome            | da         | data          | Modalità   |
| -------- | --------------- | ---------- | ------------- | ---------- |
| P        | Marques Green   | TED Ankara | 13 marzo 2015 | definitivo |
| ALL      | Fabrizio Frates | Free agent | 25 marzo 2015 | definitivo |

| Cessioni | Cessioni          | Cessioni   | Cessioni      | Cessioni   |
| R.       | Nome              | a          | data          | Modalità   |
| -------- | ----------------- | ---------- | ------------- | ---------- |
| ALL      | Francesco Vitucci | Free agent | 25 marzo 2015 | definitivo |
| ALL      | Stefano Bizzozi   | Free agent | 25 marzo 2015 | definitivo |

## Risultati

### Serie A

#### Regular season

##### Girone di andata
| Arbitri: | Mazzoni (Grosseto) Bettini (Bologna) Bartoli (Trieste) |

|                                      |            |                              |
| Banks 15 Anosike, Gaines 12 Hanga 10 | Punti      | 15 Viggiano 12 Goss 11 Perić |
| Hanga 3                              | Assist     | 6 Goss                       |
| Anosike 13                           | Rimbalzi   | 7 Moore, Ress                |
| Francesco Vitucci                    | Allenatori | Carlo Recalcati              |

| Arbitri: | Paolo Taurino (Vignola) Gianluca Calbucci (Pomezia) Massimiliano Filippini (San Lazzaro di Savena) |

|                                               |            |                                         |
| Johnson-Odom 20 Hollis 12 Feldeine, Gentile 9 | Punti      | 14 Anosike 13 Banks 9 Gaines, Cavaliero |
| Johnson-Odom 5                                | Assist     | 2 Gaines, Cavaliero                     |
| Hollis 10                                     | Rimbalzi   | 8 Anosike                               |
| Stefano Sacripanti                            | Allenatori | Francesco Vitucci                       |

| Arbitri: | Gianluca Mattioli (Pesaro) Gianluca Sardella (Rimini) Nicola Ranaudo (Milano) |

|                             |            |                           |
| 18 Hanga 12 Harper 11 Banks | Punti      | 26 Ross 13 Musso 8 Reddic |
| 4 Gaines                    | Assist     | 3 Ross                    |
| 19 Anosike                  | Rimbalzi   | 7 Ross, Williams, Judge   |
| Francesco Vitucci           | Allenatori | Sandro Dell'Agnello       |

| Arbitri: | Luigi Lamonica (Roseto degli Abruzzi) Luca Weidmann (Montagano) Emanuele Aronne (Viterbo) |

|                                |            |                                 |
| Gaines 16 Anosike 13 Harper 12 | Punti      | 21 Gentile 16 Brooks 12 Ragland |
| Banks 5                        | Assist     | 2 Meacham, Ragland              |
| Anosike, Hanga, Harper 9       | Rimbalzi   | 12 Melli                        |
| Francesco Vitucci              | Allenatori | Luca Banchi                     |

| Arbitri: | Saverio Lanzarini (Bologna) Maurizio Biggi (Cavenago di Brianza) Denis Quarta (Rivalta di Torino) |

|                               |            |                               |
| Freeman 19 Hunt 14 Burgess 12 | Punti      | 20 Harper 18 Anosike 14 Hanga |
| Freeman, Basile 3             | Assist     | 5 Hanga, Cavaliero            |
| Burgess, Archie 6             | Rimbalzi   | 10 Anosike                    |
| Giulio Griccioli              | Allenatori | Francesco Vitucci             |

| Arbitri: | Gianluca Mattioli (Pesaro) Gabriele Bettini (Bologna) Fabrizio Paglialunga (Taranto) |

|                               |            |                                         |
| Banks 19 Anosike 16 Harper 14 | Punti      | 23 Lavrinovič 19 Polonara 14 Cinciarini |
| Gaines, Cavaliero 7           | Assist     | 5 Cinciarini                            |
| Anosike 14                    | Rimbalzi   | 12 Polonara                             |
| Francesco Vitucci             | Allenatori | Massimiliano Menetti                    |

| Arbitri: | Manuel Mazzoni (Grosseto) Roberto Chiari (Ponzano Veneto) Beniamino Manuel Attard (Priolo Gargallo) |

|                             |            |                                                             |
| Logan 20 Sanders 16 Sosa 14 | Punti      | 23 Harper 13 Anosike, Gaines 5 Cadougan, Cortese, Trasolini |
| Sanders 5                   | Assist     | 4 Banks, Hanga                                              |
| Lawal, Sanders 5            | Rimbalzi   | 13 Anosike                                                  |
| Romeo Sacchetti             | Allenatori | Francesco Vitucci                                           |

| Arbitri: | Roberto Begnis (Crema) Denny Borgioni (Roma) Evangelista Caiazza (Arzano) |

|                                         |            |                                      |
| Hanga 16 Banks, Cavaliero 13 Anosike 12 | Punti      | 20 Mitchell 11 Pascolo 10 Flaccadori |
| Banks, Gaines 4                         | Assist     | 3 Pascolo                            |
| Anosike 19                              | Rimbalzi   | 9 Pascolo                            |
| Francesco Vitucci                       | Allenatori | Maurizio Buscaglia                   |

| Arbitri: | Paolo Taurino (Vignola) Gianluca Mattioli (Pesaro) Dario Morelli (Brindisi) |

|                          |            |                                 |
| Ray 19 Gaddy 13 White 12 | Punti      | 14 Trasolini 13 Hanga 12 Gaines |
| Ray 3                    | Assist     | 4 Cavaliero                     |
| White 5                  | Rimbalzi   | 10 Anosike                      |
| Giorgio Valli            | Allenatori | Francesco Vitucci               |

| Arbitri: | Manuel Mazzoni (Grosseto) Gabriele Bettini (Bologna) Guido Federico Di Francesco (Teramo) |

|                               |            |                                |
| Harper 21 Anosike 13 Banks 12 | Punti      | 15 De Zeeuw 12 Morgan 10 Jones |
| Banks 6                       | Assist     | 7 Stipčević                    |
| Anosike 13                    | Rimbalzi   | 8 De Zeeuw                     |
| Francesco Vitucci             | Allenatori | Luca Dalmonte                  |

| Arbitri: | Luigi Lamonica (Roseto degli Abruzzi) Massimiliano Filippini (San Lazzaro di Savena) Evangelista Caiazza (Arzano) |

|                                 |            |                                                          |
| Williams 16 Brown 15 Johnson 12 | Punti      | 17 Banks 10 Harper 8 Trasolini, Cavaliero, Hanga, Gaines |
| Hall 7                          | Assist     | 8 Cavaliero                                              |
| Milbourne 10                    | Rimbalzi   | 14 Anosike                                               |
| Paolo Moretti                   | Allenatori | Francesco Vitucci                                        |

| Arbitri: | Roberto Chiari (Ponzano Veneto) Lorenzo Baldini (Firenze) Dario Morelli (Brindisi) |

|                                |            |                             |
| Antonutti 18 Young 13 Ćapin 12 | Punti      | 28 Gaines 21 Banks 18 Hanga |
| Ćapin, Moore 5                 | Assist     | 4 Gaines                    |
| Young 7                        | Rimbalzi   | 5 Gaines, Harper            |
| Vincenzo Esposito              | Allenatori | Francesco Vitucci           |

| Arbitri: | Gianluca Mattioli (Pesaro) Manuel Mazzoni (Grosseto) Denny Borgioni (Roma) |

|                              |            |                                    |
| Harper 17 Gaines 15 Banks 13 | Punti      | 16 James 15 Denmon, Mays 13 Pullen |
| Hanga 6                      | Assist     | 5 Pullen                           |
| Anosike, Harper 8            | Rimbalzi   | 10 James                           |
| Francesco Vitucci            | Allenatori | Piero Bucchi                       |

| Arbitri: | Enrico Sabetta (Termoli) Mark Bartoli (Trieste) Fabrizio Paglialunga (Taranto) |

|                                       |            |                                    |
| Hayes 34 Cusin 14 Vitali, Ferguson 11 | Punti      | 25 Banks Gaines 19 Harper 17       |
| Vitali 10                             | Assist     | 1 Gaines, Banks, Cavaliero, Harper |
| Cusin 8                               | Rimbalzi   | 6 Harper                           |
| Cesare Pancotto                       | Allenatori | Francesco Vitucci                  |

| Arbitri: | Paolo Taurino (Vignola) Emanuele Aronne (Viterbo) Denis Quarta (Rivalta di Torino) |

|                               |            |                                    |
| Banks 18 Harper 11 Cortese 10 | Punti      | 21 Rautins 17 Robinson 16 Callahan |
| Hanga, Cavaliero 3            | Assist     | 7 Robinson                         |
| Anosike 10                    | Rimbalzi   | 12 Callahan                        |
| Francesco Vitucci             | Allenatori | Gianmarco Pozzecco                 |

##### Girone di ritorno
| Arbitri: | Tolga Sahin (Messina) Dino Seghetti (Livorno) Emanuele Aronne (Viterbo) |

|                             |            |                                        |
| Perić 28 Goss 14 Jackson 11 | Punti      | 16 Banks, Cavaliero 12 Gaines 11 Hanga |
| Goss 5                      | Assist     | 5 Hanga                                |
| Perić 9                     | Rimbalzi   | 11 Anosike                             |
| Carlo Recalcati             | Allenatori | Francesco Vitucci                      |

| Arbitri: | Manuel Mazzoni (Grosseto) Mark Bartoli (Trieste) Fabrizio Paglialunga (Taranto) |

|                                 |            |                                      |
| Banks 18 Harper 14 Cavaliero 12 | Punti      | 15 Feldeine 12 Johnson-Odom 11 Abass |
| Banks 3                         | Assist     | 6 Johnson-Odom                       |
| Anosike 10                      | Rimbalzi   | 8 Shermadini, Buva                   |
| Francesco Vitucci               | Allenatori | Stefano Sacripanti                   |

| Arbitri: | Roberto Begnis (Crema) Lorenzo Baldini (Firenze) Denis Quarta (Rivalta di Torino) |

|                            |            |                               |
| Ross 21 Myles 12 Wright 10 | Punti      | 27 Banks 20 Harper 10 Anosike |
| Wright 3                   | Assist     | 2 Cavaliero                   |
| Raspino 11                 | Rimbalzi   | 10 Anosike, Trasolini         |
| Riccardo Paolini           | Allenatori | Francesco Vitucci             |

| Arbitri: | Gianluca Mattioli (Pesaro) Gianluca Sardella (Rimini) Evangelista Caiazza (Arzano) |

|                                |            |                               |
| Brooks 24 Samuels 20 Kleiza 11 | Punti      | 25 Banks 18 Gaines 11 Anosike |
| Hackett 7                      | Assist     | 3 Hanga                       |
| Samuels 10                     | Rimbalzi   | 12 Anosike                    |
| Francesco Vitucci              | Allenatori | Luca Banchi                   |

| Arbitri: | Saverio Lanzarini (Bologna) Alessandro Vicino (Argelato) Denis Quarta (Rivalta di Torino) |

|                                       |            |                                             |
| Gaines 15 Hanga, Harper 11 Anosike 10 | Punti      | 13 Hunt, Basile 12 Henry, Archie 10 Nicević |
| Banks 4                               | Assist     | 5 Basile                                    |
| Anosike 13                            | Rimbalzi   | 9 Hunt                                      |
| Francesco Vitucci                     | Allenatori | Giulio Griccioli                            |

| Arbitri: | Gianluca Mattioli (Pesaro) Gianluca Sardella (Rimini) Evangelista Caiazza (Arzano) |

|                                        |            |                             |
| Della Valle 22 Kaukėnas 12 Polonara 11 | Punti      | 18 Banks 11 Hanga 10 Gaines |
| Cinciarini 13                          | Assist     | 3 Banks, Hanga              |
| Della Valle, Polonara 7                | Rimbalzi   | 13 Anosike                  |
| Massimiliano Menetti                   | Allenatori | Francesco Vitucci           |

| Arbitri: | Maurizio Biggi (Cavenago di Brianza) Beniamino Manuel Attard (Priolo Gargallo) Nicola Ranaudo (Milano) |

|                               |            |                                |
| Anosike 24 Banks 17 Harper 15 | Punti      | 26 Logan 13 Sacchetti 11 Dyson |
| Hanga 7                       | Assist     | 5 Dyson                        |
| Hanga 9                       | Rimbalzi   | 16 Brooks                      |
| Francesco Vitucci             | Allenatori | Romeo Sacchetti                |

| Arbitri: | Roberto Begnis (Crema) Lorenzo Baldini (Firenze) Dario Morelli (Brindisi) |

|                                          |            |                                        |
| Mitchell 27 Pascolo, Owens 17 Sanders 10 | Punti      | 19 Banks 14 Hanga 13 Cavaliero, Harper |
| Owens, Sanders 4                         | Assist     | 6 Green, Hanga                         |
| Pascolo 10                               | Rimbalzi   | 6 Anosike                              |
| Maurizio Buscaglia                       | Allenatori | Francesco Vitucci                      |

| Arbitri: | Roberto Chiari (Ponzano Veneto) Maurizio Biggi (Cavenago di Brianza) Luca Weidmann (Campobasso) |

|                                      |            |                           |
| Hanga 23 Anosike, Banks 17 Gaines 15 | Punti      | 27 Hazell 15 Ray 13 White |
| Banks 7                              | Assist     | 5 Gaddy                   |
| Anosike, Gaines, Green 6             | Rimbalzi   | 6 White                   |
| Fabrizio Frates                      | Allenatori | Giorgio Valli             |

| Arbitri: | Paolo Taurino (Vignola) Gabriele Bettini (Bologna) Dario Morelli (Brindisi) |

|                                       |            |                                 |
| Ebi 19 Curry 15 Freeman, Stipčević 14 | Punti      | 21 Banks 11 Gaines 10 Trasolini |
| Stipčević 6                           | Assist     | 5 Banks                         |
| Ejim 11                               | Rimbalzi   | 6 Anosike, Trasolini            |
| Luca Dalmonte                         | Allenatori | Fabrizio Frates                 |

| Arbitri: | Alessandro Vicino (Argelato) Guido Federico Di Francesco (Teramo) Beniamino Manuel Attard (Priolo Gargallo) |

|                             |            |                                 |
| Banks 17 Green 15 Harper 11 | Punti      | 16 Williams 11 Filloy 10 Easley |
| Banks, Green 3              | Assist     | 4 Filloy, Hall                  |
| Green 7                     | Rimbalzi   | 8 Easley                        |
| Fabrizio Frates             | Allenatori | Paolo Moretti                   |

| Arbitri: | Manuel Mazzoni (Grosseto) Mark Bartoli (Trieste) Evangelista Caiazza (Arzano) |

|                                         |            |                                 |
| Gaines 27 Anosike, Banks 11 Trasolini 9 | Punti      | 28 Ivanov 15 Scott 12 Domercant |
| Gaines 5                                | Assist     | 3 Moore, Vitali                 |
| Anosike 7                               | Rimbalzi   | 11 Scott                        |
| Fabrizio Frates                         | Allenatori | Vincenzo Esposito               |

| Arbitri: | Roberto Begnis (Crema) Lorenzo Baldini (Firenze) Emanuele Aronne (Viterbo) |

|                             |            |                               |
| Denmon 26 Pullen 23 Mays 13 | Punti      | 18 Harper 13 Hanga 10 Anosike |
| Denmon 6                    | Assist     | 2 Anosike, Gaines, Green      |
| Mays 13                     | Rimbalzi   | 11 Anosike                    |
| Piero Bucchi                | Allenatori | Fabrizio Frates               |

| Arbitri: | Saverio Lanzarini (Bologna) Alessandro Vicino (Argelato) Fabrizio Paglialunga (Taranto) |

|                                   |            |                            |
| Anosike 20 Harper 15 Cavaliero 14 | Punti      | 18 Vitali 17 Bell 12 Hayes |
| Green 6                           | Assist     | 5 Vitali                   |
| Anosike 6                         | Rimbalzi   | 12 Clark                   |
| Fabrizio Frates                   | Allenatori | Cesare Pancotto            |

| Arbitri: | Carmelo Paternicò (Piazza Armerina) Enrico Sabetta (Termoli) Nicola Ranaudo (Milano) |

|                                  |            |                               |
| Jefferson 17 Eyenga 15 Maynor 13 | Punti      | 20 Banks 14 Gaines 12 Anosike |
| Maynor 6                         | Assist     | 4 Hanga                       |
| Jefferson 11                     | Rimbalzi   | 16 Anosike                    |
| Attilio Caja                     | Allenatori | Fabrizio Frates               |

### Coppa Italia
| Arbitri: | Carmelo Paternicò (Piazza Armerina) Enrico Sabetta (Termoli) Mark Bartoli (Trieste) |

|                                |            |                             |
| Samuels 19 Kleiza 10 Gentile 8 | Punti      | 19 Harper 15 Hanga 7 Gaines |
| Hackett 5                      | Assist     | 3 Hanga                     |
| Samuels 12                     | Rimbalzi   | 8 Hanga                     |
| Luca Banchi                    | Allenatori | Francesco Vitucci           |